# 花果飄零
《花果飄零》（英語：Drifting Petals）是一部2021年由羅卓瑤執導的電影，於第58屆金馬獎獲得最佳導演獎。

## 劇情
主角返回兒時故鄉澳門，回憶起當年一二·三事件後即神秘失蹤的16歲哥哥，突然一個中學生鬼魂不斷出現在主角生活當中，甚至一直跟著她返回香港；另一方面，主角朋友的弟弟Jeff是個鋼琴家，從英國學成後返回香港但找不到相關工作，他巧遇現在也過的潦倒的鋼琴啟蒙老師，也在街頭認識了參加雨傘革命的抗爭少女阿敏，阿敏號稱可以看得見鬼魂，她在抗爭現場看到當年興中會革命犧牲者的亡靈對她提出警告，說她前男友Simon會有危險。

## 演員
- 黎卓玲
- 吳梓琳
- 高迪鏗
- 李俊亮
- 翁煒桐
- 關志傑
- 利耀堂
- 羅卓瑤飾旁白

## 榮譽獎項

### 大型頒獎禮獲獎獎項
| 年份 | 頒獎機構               | 頒獎典禮名稱                    | 頒獎典禮日期   | 獎項     | 入圍者／作品    | 結果 | 參考 |
| ---- | ---------------------- | ------------------------------- | -------------- | -------- | --------------- | ---- | ---- |
| 2021 | 臺北金馬影展執行委員會 | 中華民國（臺灣） · 第58屆金馬獎 | 2021年11月27日 | 最佳導演 | 羅卓瑤/花果飄零 | 獲獎 |      |

## 外部連結
- 互联网电影数据库（IMDb）上《花果飄零》的资料（英文）
- 花果飄零電影預告 （页面存档备份，存于）